# Clubisten
De term clubisten wordt in het algemeen gebruikt voor patriotten die sympathiseerden met de Franse Revolutie. We kennen de term onder meer uit het huidige België, Duitsland en Nederland.
Onder clubisten verstaat men meer in het bijzonder een revolutionaire beweging in Brugge die kort na 11 november 1792 werd opgericht en een tegenstrever was van het patriottisch corps dat juist zeer conservatief was en uit traditionalisten bestond die tegen de politiek van de hervormingsgezinde keizer Jozef II waren.

## Zuidelijke Nederlanden

### Volksoproer
In Brugge waren er vanuit de bevolking al diverse hongeroproeren geweest die te maken hadden met stijgende voedselprijzen daar waar de lonen niet stegen. Zo vond er een oproer plaats in 1771. Hoewel de autoriteiten verzoening preekten werd er in het geheim jacht gemaakt op de aanstichters. Deze werden op 24 oktober 1771 gevangengenomen en een van hen, Pieter Hendrickx, werd zelfs ter dood veroordeeld en op 22 juli 1772 te Gent opgehangen. Ook anderen werden wreed gestraft, waarbij geselingen, brandmerken en verbanningen aan de orde waren. Dit lot trof ook een invalide bedelaar en enkele vrouwen.
In Brugge werd omstreeks 1787 een patriottisch corps opgericht dat weliswaar de tegenstanders van de politiek van keizer Jozef II van Oostenrijk verenigde, maar tevens de belangen van de gegoede standen verdedigde. Deze patriotten droegen een kokarde. Nu hadden de patriotten zojuist de minder gegoede leden de wacht aangezegd en er ontstond een grote weerstand tegen de grote cocardegasten. Een aantal straatjongens begon op 30 juli 1787 de kokardes weg te nemen uit de winkels waar ze verkocht werden maar het oproer liep uit de hand toen de volwassenen de woning van kanunnik Van Hoonacker, een berucht voedselhamsteraar, binnenvielen en alles kort en klein sloegen.
De opstand ging zich allengs tegen het gemeentebestuur richten dat strenge repressie in het vooruitzicht had gesteld en alvast een galg op de Grote Markt had geplaatst. Een aantal opstandigen werd gevangengenomen. De galg werd echter door de massa's ontworteld en er werd een vreugdevuur ontstoken. Men wilde de gevangenen bevrijden maar toen dat niet lukte trok men naar de woning van A. de Peneranda, de oprichter van de patriotten en de schoonzoon van de burgemeester. Zo werd de burgemeester gedwongen de gevangenen te laten gaan maar toen op 1 augustus de rust begon weer te keren werden er alsnog een aantal aanstichters opgepakt en tot strenge straffen veroordeeld.

### Brabantse Omwenteling
De Oostenrijkse keizer was een verlicht vorst en nam maatregelen die in het belang waren van de bevolking maar de bezittende klasse in beroering brachten. De Brabantse Omwenteling vond plaats en Brugge kwam in 1790 in handen van traditionalistische patriotten die tegen de hervormingen van keizer Jozef II waren, de zogenaamde vaederlanders en staetsgezinden. De bevolking werd met bepaalde maatregelen gepaaid maar tegelijkertijd wilden de traditionalisten de door de keizer begonnen hervormingen terugdraaien.

### Jacobijnse Club
Ondertussen had de Franse Revolutie heel wat radicalere denkbeelden doen ontluiken dan die van de traditionalisten. Gedurende de periode van 11 november 1792 tot 26 maart 1793 was Brugge voor de eerste maal aangesloten bij Frankrijk, een periode die de Eerste Franse Overheersing wordt genoemd.
Vooruitstrevende burgers en progressieve intellectuelen, welke normaliter onder de patriottische gelederen te vinden zijn, hadden toen de Jacobijnse Club opgericht. Hoewel het volk geen toegang had tot het lidmaatschap van deze club, kon het wel getuige zijn van bijeenkomsten waar zaken als gratis onderwijs en sociale voorzieningen in het vooruitzicht werden gesteld. Er waren ook agitatoren die de bevolking aanzetten tot steun aan de Club, wat van pas kon komen. De clubisten waren uiteraard uit geheel ander hout gesneden dan de traditionalisten.
Toen Brugge op 26 maart weer (voor korte tijd) Oostenrijks werd -keizer Jozef II was in 1790 gestorven en zijn opvolger trachtte de hervormingen weer terug te draaien- vertrokken de Clubisten deels naar Parijs, maar in juni 1794 kwamen de Franse troepen en begon de periode van de Tweede Franse Overheersing die tot 1814 zou duren. In de beginperiode was er repressie tegen de geestelijkheid, van wie er verscheidene werden gevangengenomen en naar Parijs afgevoerd. Geleidelijk echter kwam er minder ruimte voor extreme, om niet te zeggen revolutionaire principes en gingen heel wat clubisten, tijdens en na de Franse tijd, steeds meer aan hun eigen carrière denken.

## Mainz
Leden van de Mainzer Jakobinerklub (officiële naam: Gesellschaft der Freunde der Freiheit und Gleichheit) werden ook wel clubisten (Klubisten) genoemd. Zij speelden een belangrijke rol in de kortstondige Republiek Mainz in 1792–1793.

## Ierland
In Ierland werden leden van de Society of United Irishmen (1791–1805) ook wel clubisten (clubists) genoemd.